# Phaenopharos
Phaenopharos is een geslacht van Phasmatodea uit de familie Diapheromeridae. De wetenschappelijke naam van dit geslacht is voor het eerst geldig gepubliceerd in 1904 door William Forsell Kirby.

## Soorten
Het geslacht Phaenopharos omvat de volgende soorten:
- Phaenopharos herwaardeni Hennemann, Conle & Bruckner, 1996
- Phaenopharos khaoyaiensis Zompro, 2000
- Phaenopharos struthioneus (Westwood, 1859)